# I Доси (Пјаченца)
I Доси је насеље у Италији у округу Пјаченца, региону Емилија-Ромања.
Према процени из 2011. у насељу је живело 66 становника. Насеље се налази на надморској висини од 46 м.